# Persée tenant la tête de Méduse (Cellini)
Pour les articles homonymes, voir Persée tenant la tête de Méduse.
Persée tenant la tête de Méduse est une sculpture en bronze de Benvenuto Cellini, inaugurée en 1554 sous la Loggia des Lanzi,  sur la Piazza della Signoria à Florence. Elle est considérée comme l'un des chefs-d’œuvre de la Renaissance artistique.

## La commande
En 1545, Cellini quitte la cour de François Ier  pour retourner à Florence. Le duc Cosme Ier de Toscane le prend à son service et lui commande une statue à ajouter aux chefs-d’œuvre, dont le David de Michel-Ange, qui ornent déjà la Piazza della Signoria. 
Le sujet choisi est le mythe de Persée. Ce mythe est riche en thèmes (les exploits d’un héros, le destin inévitable, la malédiction, le triomphe sur la monstruosité, etc.) que Cosme Ier, désireux de laisser une forte empreinte à Florence, désire exploiter. Le héros Persée, en effet, ne craint aucun adversaire et triomphe de toutes les épreuves. Cosme Ier demande que la tête de Méduse soit brandie dans les airs par Persée, illustration du triomphe du bien sur le mal et symbole de la victoire des Médicis sur les républicains de Florence qui les avaient expulsés de la ville en 1494.

## Conception de l’œuvre

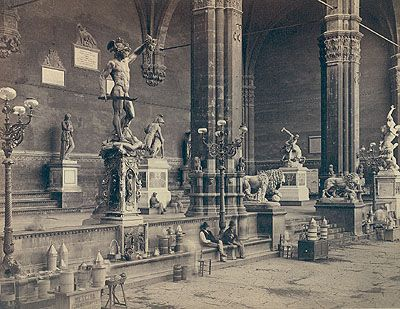
La Loggia au XIXe siècle.

En raison des éléments trop fragiles (ailes des sandales et du casque, sabre à la lame recourbée, bras tendu tenant la tête de Méduse, etc.) pour les sculpter dans le marbre, Cellini décide de recourir au bronze d'art, en dépit de la hauteur projetée de six mètres. Pour faciliter la réalisation, ainsi que pour des raisons esthétiques (les proportions d’une statue de six mètres auraient semblé trop démesurées), il coupe en deux la hauteur totale de la statue. Du pied droit de Persée à la tête de Méduse, la hauteur retenue est de 3,20 mètres, le reste étant dédié à un socle de 2 mètres pour la sculpture.
Cellini s’impose également le défi très ambitieux de couler la statue en un seul bloc, malgré sa taille considérable, pour éviter les écueils rencontrés par Donatello avec sa sculpture de Judith et Holopherne. Les onze sections coulées séparément et soudées ensuite laissent effectivement apparaître des défauts (couleur non uniforme des alliages, soudures apparentes, épaisseur variable du bronze d’une section à l’autre, etc.) que Cellini jugeait inacceptables pour son projet. De plus, comme la statue devait être placée sous une arcade, et non dos à un mur, il devait s’assurer que la statue soit harmonieuse de tous les points de vue possibles. Enfin, il désirait enrichir le thème de Persée en apposant sur le socle des bas-reliefs rappelant différents aspects du mythe.

## Les étapes
Cellini va d’abord s’attaquer à Méduse, puis à Persée lui-même, enfin au socle de marbre et aux ajouts en bronze qui vont l’orner.
Le défi est considérable, puisque la technique de la fonte d’une statue en bronze de cette hauteur a été perdue depuis l’Antiquité. Pour parvenir à couler la statue d’un seul tenant, Cellini recourt à la technique de la cire perdue. La sculpture est façonnée en cire sur un moule creux en terre. La cire est ensuite recouverte d’une chape en terre. La cire est alors fondue (perdue). Le bronze est ensuite coulé dans l’interstice entre les deux couches de terre. Une fois le bronze refroidi, il s’agit de fendre l’enveloppe extérieure en terre pour dévoiler la statue.

## Méduse

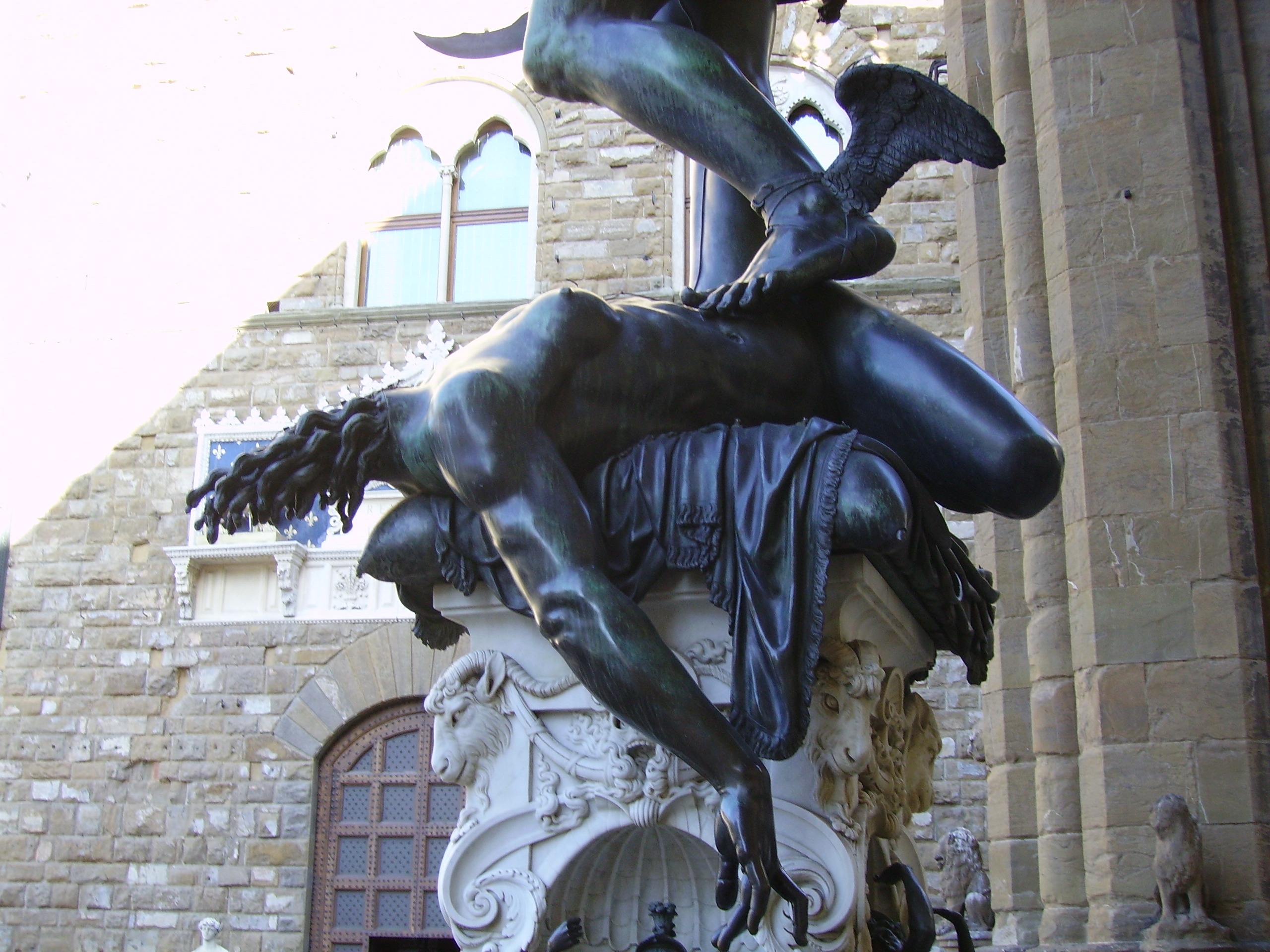
Méduse

Avant d’attaquer la fonte de Méduse, Cellini procède à des expériences, notamment avec l’argile qui va servir aux moules. Il produit ainsi un buste de Jules César qui le conforte dans ses choix. Puis, afin d’assurer davantage sa technique et de demeurer dans les bonnes grâces du duc, il réalise un buste de Cosme Ier.
Rassuré sur la qualité de l’argile, il entreprend la fonte de Méduse. Comme il doit faire tenir le corps de Méduse sur un socle étroit, il choisit de le disposer sur un bouclier et sur un coussin. Le coussin rappelle le lit où Méduse fut surprise par Persée dans son sommeil. Le bouclier évoque celui qu’Athéna avait confié à Persée pour lui permettre d’approcher Méduse sans être pétrifié. Le corps a les jambes repliées dans un angle inusité, son bras gauche étant agrippé à une cheville et l’autre retombant inerte le long du socle. Du cou décapité s’échappe un torrent de sang, vision frappante pour l’époque. 

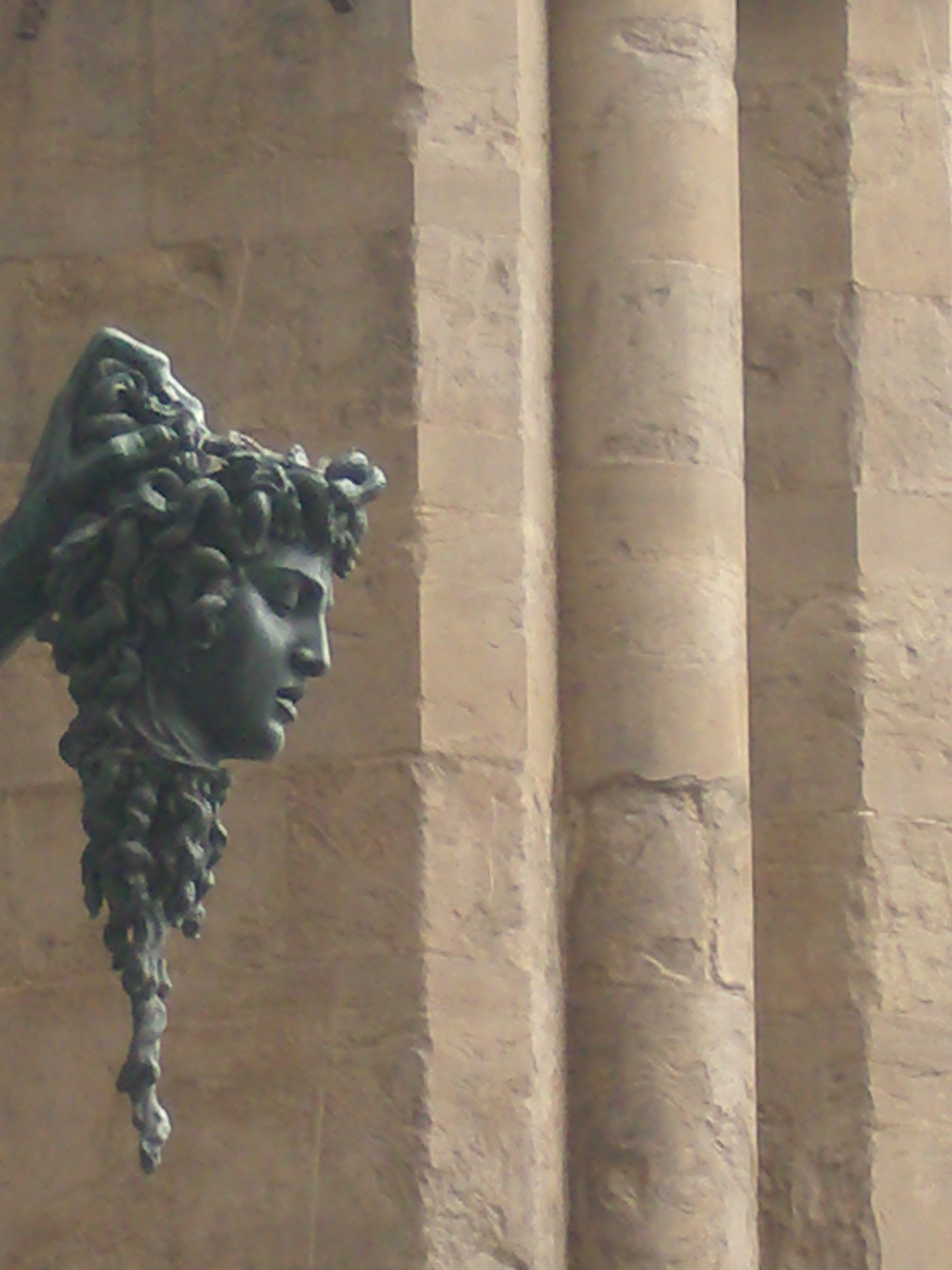
La tête de Méduse tenue par Persée.

Il faut à Cellini deux ans avant de démouler Méduse. Le résultat est impeccable. Il lui vaut l’estime mais également la jalousie. Cellini doit même défendre son projet auprès du duc, déjà impatienté des délais de réalisation et qui doute, comme les autres, de la possibilité de couler le bronze imposant du Persée. Cellini finit par le convaincre à force d’arguments techniques, mais la relation entre les deux hommes demeure fragile.

## Persée
Malgré la tension et la crainte de l’échec, Cellini démarre la réalisation du Persée. En raison de sa taille, la statue doit être vide, sinon le poids du bronze la rendrait impossible à déplacer. Pour ce faire, il faut un moule particulier. 
Cellini échafaude d’abord une armature de barres de fer qui vont solidifier le moule et supporter le treillis métallique qui dessine les premiers contours de la statue. Il prépare ensuite la terre qui va recouvrir le treillis. Cette terre, des environs de Florence, a été soigneusement choisie et d’abord préparée avec de la bourre de drap. Après l’avoir mélangée jusqu’à l’obtention d’une pâte lisse, Cellini l’arrose et la pétrit durant plusieurs mois. La bourre de drap finit par pourrir et par procurer au mélange une texture onctueuse et moelleuse, facile à travailler. La glaise ainsi obtenue séchera uniformément, sans risque de causer des imperfections à la coulée. Quand Cellini l’estime à point, il applique la pâte sur l’armature et la façonne durant plusieurs heures pour former le noyau en terre du moule. Avant de pouvoir être recouvert de cire, le noyau doit être parfaitement sec. Le moule sèche d’abord à l’air libre, sans craquelures. Puis, il est chauffé au feu pour éliminer toute trace d’humidité qui pourrait faire éclater le noyau au moment de la coulée de bronze.
L’étape suivante consiste à recouvrir le noyau en terre d’une couche de cire d’une épaisseur équivalente à celle du métal, souhaitée pour la sculpture. La cire malléable sert également à façonner tous les détails de la statue (les traits du visage, la musculature, les veines apparentes, etc.) qui seront figés par le bronze. La cire elle-même fait l’objet de soins et d’une préparation minutieuse. Elle doit être lisse et malléable, au moment de l’application. Elle doit ensuite sécher solidement pour pouvoir supporter la chape de terre qui va la recouvrir. Aucune erreur n’est permise, car le résultat final repose en majeure partie sur ce façonnage de la cire.
Une fois ce travail accompli, qui révèle déjà l’apparence finale de l’œuvre, il faut recouvrir le noyau et la cire d’une enveloppe de terre. À ce stade, il importe de prévoir un système de tubulures par lesquelles le métal en fusion va descendre dans toutes les zones du moule, tout en permettant à l’air de s’échapper. Ces tubulures sont également fabriquées en cire, avant d’être recouvertes de terre.
Pour ne pas abîmer la cire, et donc endommager la sculpture, il faut d’abord la recouvrir d’une mixture protectrice de moelle de corne de mouton calcinée, avec du plâtre, de la roche de Tripoli réduite en poudre, de la limaille de fer et de l’eau filtrée à travers un tamis de crottin de cheval. La préparation obtenue est appliquée à l’aide d’un pinceau fabriqué avec des soies de porc. L’opération est répétée plusieurs jours d’affilée, couche par couche très mince, qu’on laisse sécher entre chaque application. Cette couche protectrice peut alors recevoir des revêtements successifs de terre, tout en préservant le dessin de la cire, ainsi protégée.
À présent, il faut éliminer la cire emprisonnée entre le noyau et la couche extérieure. C’est cet interstice qui va ensuite être comblé par le bronze au moment de la coulée. Un premier séchage au feu a lieu. Puis, un fourneau de quatre mètres de haut est construit autour du moule pour terminer le séchage. La cire s’écoule par les tubulures créées par les bâtons de cire. Le moule est enfin prêt à recevoir le bronze.

## La coulée de bronze
Avant d’effectuer la coulée, il est nécessaire d’enterrer le moule. Comme il est très haut et comme le métal en fusion doit être versé par le haut pour qu’il atteigne par gravité les parties inférieures de la statue, il n’y a pas d’autres solutions que d’enterrer le moule au pied du fourneau où le métal sera fondu. De plus, cela permet de protéger le moule contre l’éclatement lors du versement de deux tonnes de métal. Cette solution offre également une meilleure garantie pour que le métal ne refroidisse pas trop rapidement, le moule étant uniformément isolé. De la sorte, les chances pour que le métal atteigne les zones les plus éloignées s’améliorent.
Il a fallu six mois pour enterrer le moule et construire l’énorme fourneau où le métal allait fondre. La fosse pour le moule est creusée au pic et à la pelle sur une profondeur de près de quatre mètres. Le moule est ensuite descendu à l’aide d’un treuil et d’un imposant échafaudage. Il fallait éviter tout choc au moule, car le moindre craquement aurait obligé à tout recommencer. Après plusieurs tentatives, Cellini, avec ses ouvriers et à l’aide de puissants cordages, parvient à positionner le moule dans le fond de la fosse.
Le fourneau lui-même a été fabriqué avec le plus grand soin, en tenant compte du choix des briques, de leur disposition, de la forme générale du fourneau, du volume suffisant pour recevoir tout le métal nécessaire, des ouvertures pour le versement et la combustion du métal et de l’orifice pour faire couler le métal dans le moule.
Cinq années s’étaient déjà écoulées depuis que Cosme Ier avait mandaté Cellini pour le Persée. La tension était vive avec le duc. Cellini faisait l’objet d’une cabale devant ce projet que tous qualifiaient d’insensé et d’irréalisable. Malgré tout, Cellini s’acharne, sa gloire et son honneur étant en jeu. En cas d’échec, il serait banni de Florence et ne pourrait plus exercer son métier.
Le jour de la fonte, le moule est enterré avec un mélange de terre et de sable. Les ouvertures pratiquées dans le moule sont prolongées par des tuyaux de grès pour qu’elles ne soient pas obstruées par la terre et qu’elles permettent ainsi l’évacuation du gaz et de l’air. Il importe de procéder à la coulée le plus rapidement possible avant que l’humidité n’attaque le moule. Les lingots de cuivre, de laiton et d’étain (deux tonnes au total) sont disposés dans le fourneau. Toute l’équipe de Cellini est à l’œuvre.
Le feu est allumé et le métal commence à fondre et à fusionner. Mais le four dégage tellement de chaleur que le chaume de la toiture se met à brûler. La pluie, qui s’est mise à tomber, aide à circonscrire l’incendie ; en revanche, elle menace de pénétrer dans le moule, ce qu’il faut éviter à tout prix. Un branle-bas de combat s’ensuit. Après plusieurs heures de travail acharné et un moment d’épuisement de Cellini, le bronze en fusion a commencé à coaguler, le rendant impossible à couler. Au bord de la crise devant la menace d’un échec cuisant, Cellini jette dans le fourneau des bûches de chêne qui dégagent davantage de chaleur. Il réussit à briser la croûte qui s’était formée à la surface, mais le couvercle du four surchauffé éclate et ravive les risques d’incendie. Il faut procéder à la coulée le plus rapidement possible. Mais le métal est encore trop épais et ne coule pas assez vite. Cellini fait rajouter de l’étain et le moule commence enfin à se remplir. Tout le métal contenu dans le fourneau est employé. Le moule est complètement rempli. La coulée est terminée.
Après deux jours de refroidissement, le moule est déterré et extirpé de la fosse avec le même treuil qui avait servi à le descendre. Cellini entreprend de briser le moule pour révéler la statue. Comme Cellini l’avait prévu, seul le pied droit de Persée – la zone la plus éloignée de l’ouverture – n’avait pas reçu suffisamment de métal. Les mois qui vont suivre vont être consacrés à l’achèvement du pied, à couler le sabre et les ailes du casque et des sandales, à les fixer sur la statue, à ciseler les détails abîmés par la fonte et à polir la surface (3,20 m de hauteur).

## Le socle
Cellini avait prévu de compléter son œuvre avec un socle majestueux en marbre de trois mètres de haut. Il aménage quatre niches d’environ un mètre sur chaque face du bloc rectangulaire. Dans les niches, il installe des statues de Mercure, Minerve, Jupiter et Danaé avec son fils Persée. Le bloc lui-même est sculpté de motifs en forme de guirlandes, de têtes de bélier, de coquilles et de bustes de déesses. Enfin, un bas-relief en bronze illustrant la libération d’Andromède par Persée est installé sur la base du socle.

Détails des figures du socle.
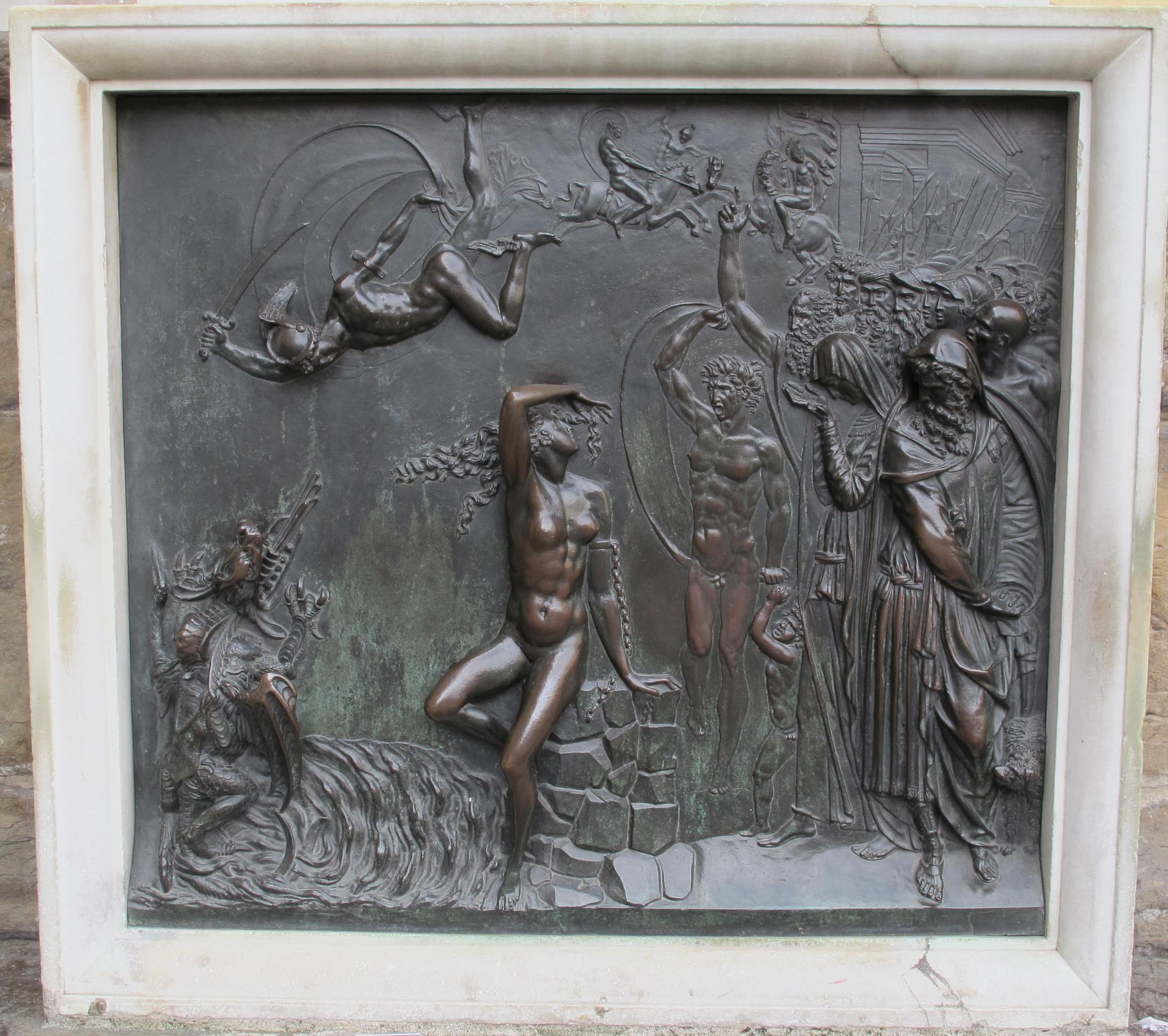
Bas-relief avec Andromède.
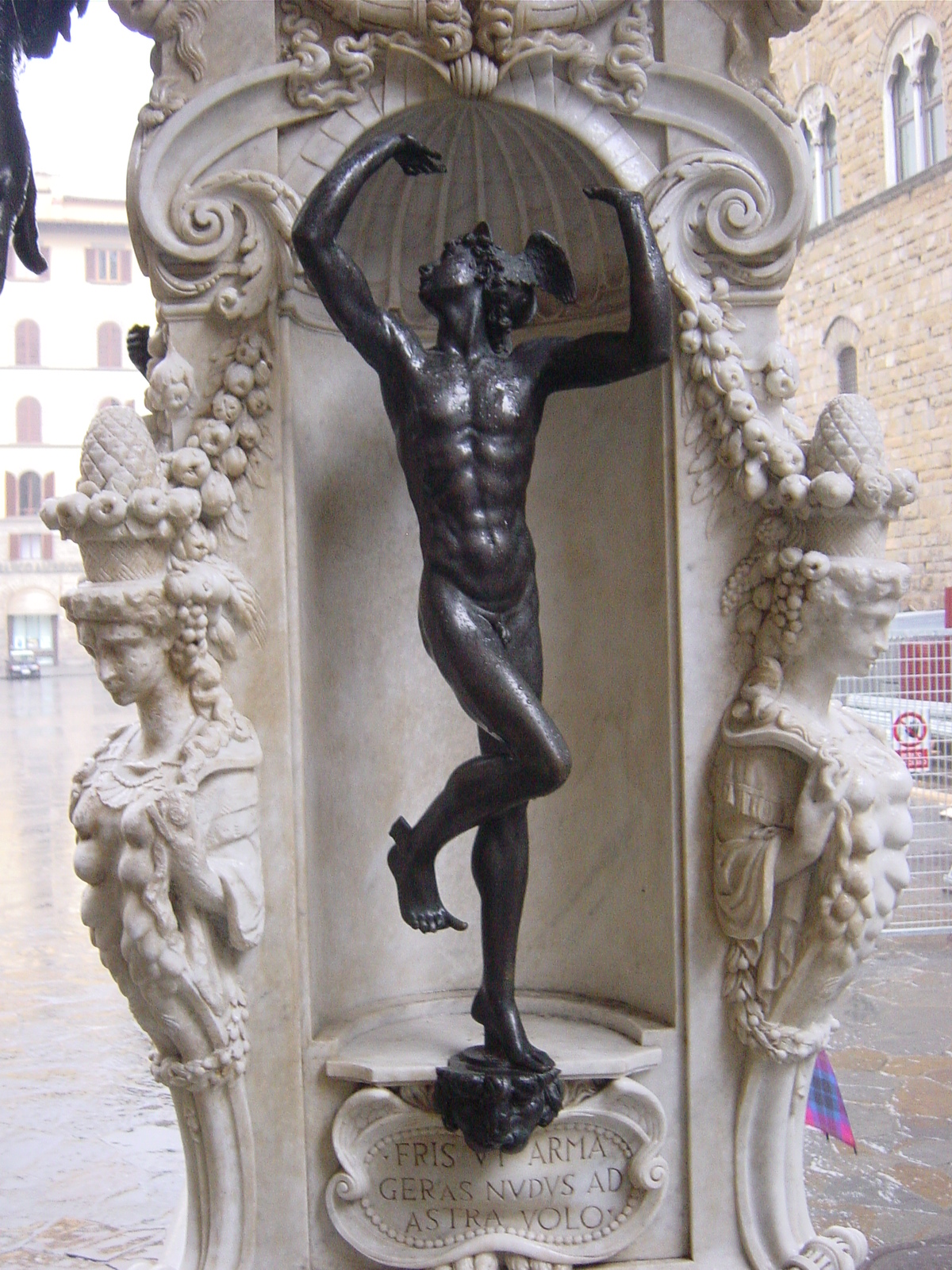
Mercure.
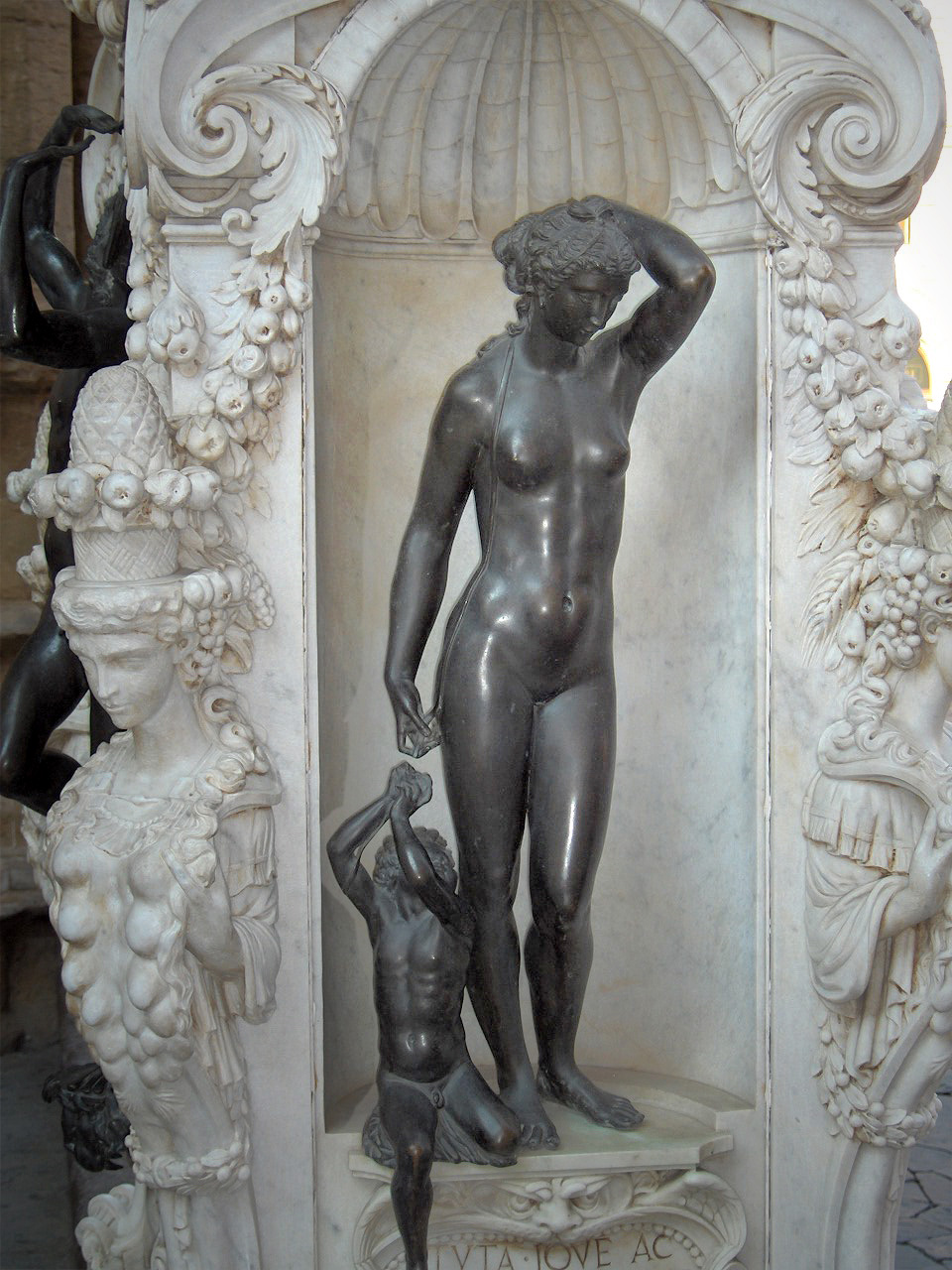
Danaé et son fils Persée.
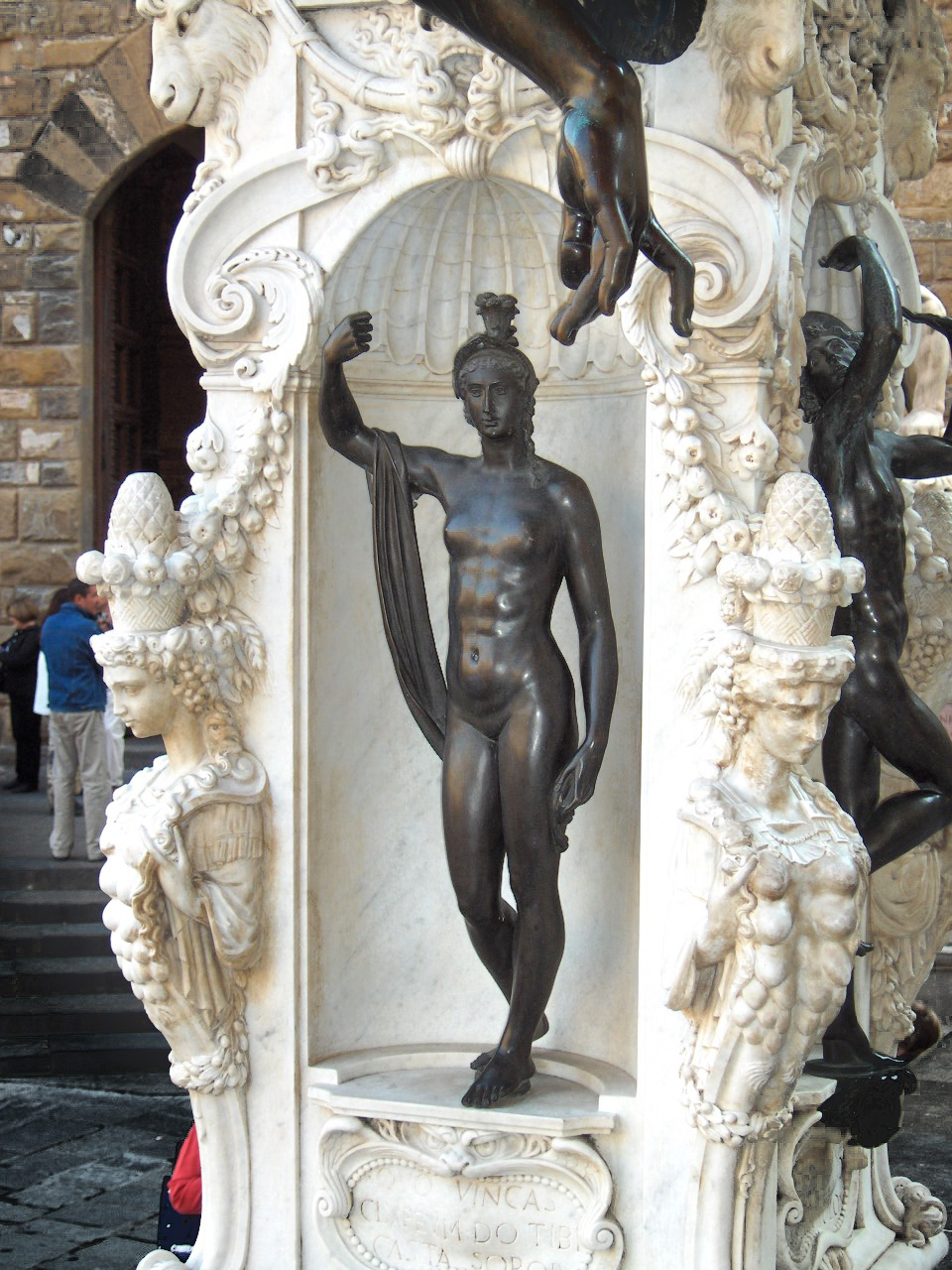
Minerve.
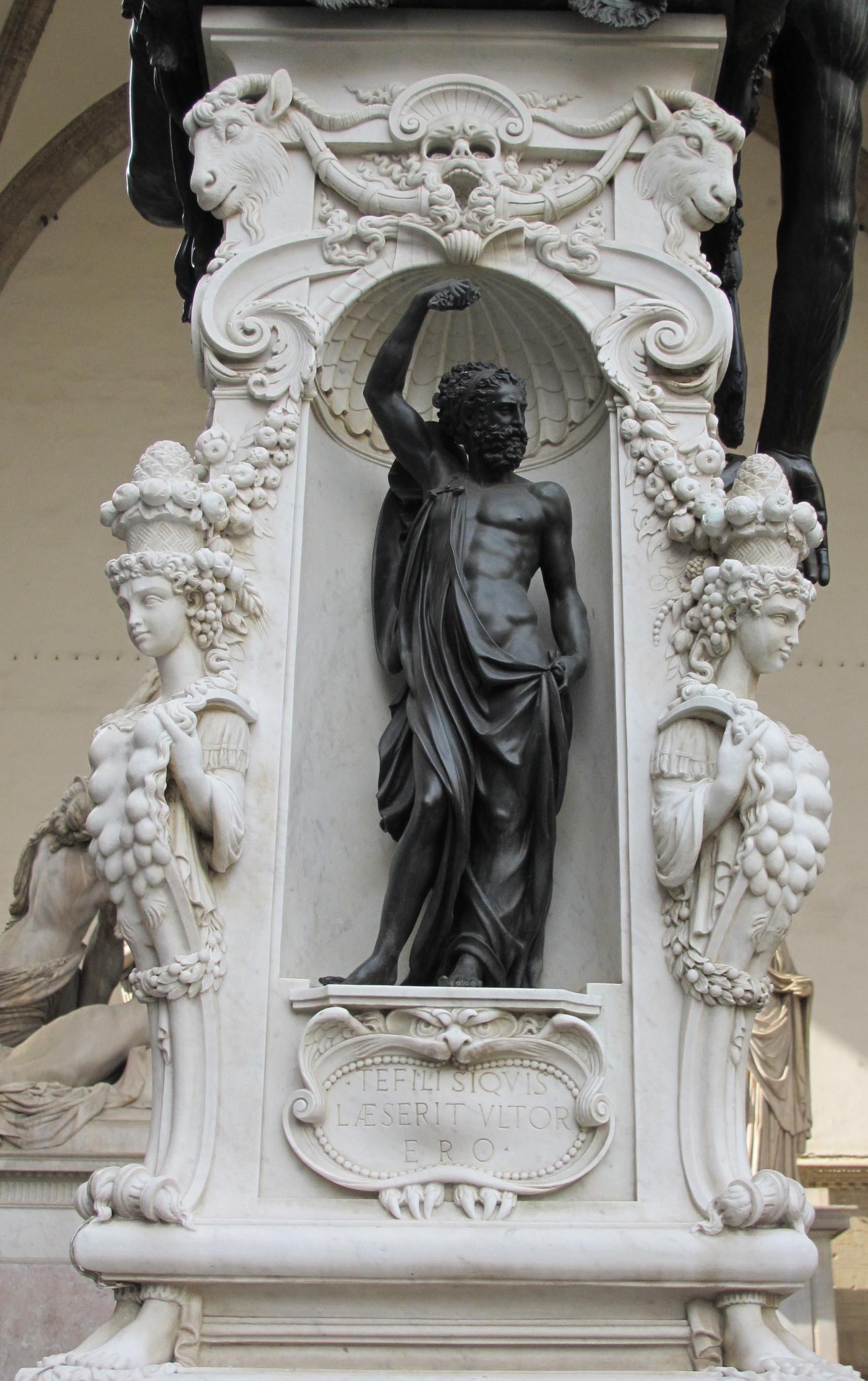
Jupiter.

## Le dévoilement
Il fallut encore cinq ans pour achever le socle et procéder à l’installation sous l’arcade de la Loggia dei Lanzi. Le transport des trois lourdes sections, Méduse, Persée et le socle, est délicat et ardu. Il attire de plus la curiosité. Cellini résiste aux pressions de dévoiler l’œuvre tant que l’assemblage ne sera pas terminé.
La bâche qui recouvre l’œuvre est enfin retirée le 27 avril 1554, neuf ans après la commande. Sans cérémonie, Persée apparaît à la foule de curieux juste en face du David, donnant l'impression que la tête de la Méduse a pétrifié l'œuvre de Michel-Ange. L’accueil est triomphal. Même Cosme Ier exprime son contentement à Cellini. Le règlement du travail ranime toutefois l’animosité entre les deux hommes, en raison de négociations mal menées. Cellini ne recevra plus jamais de commandes d’importance.
Aujourd’hui considéré comme un authentique chef-d’œuvre et une prouesse technique, le Persée trône toujours à son emplacement initial. L’œuvre a fait l’objet d’une restauration en 2000, à l’occasion du 500e anniversaire de naissance de Cellini.

## Postérité

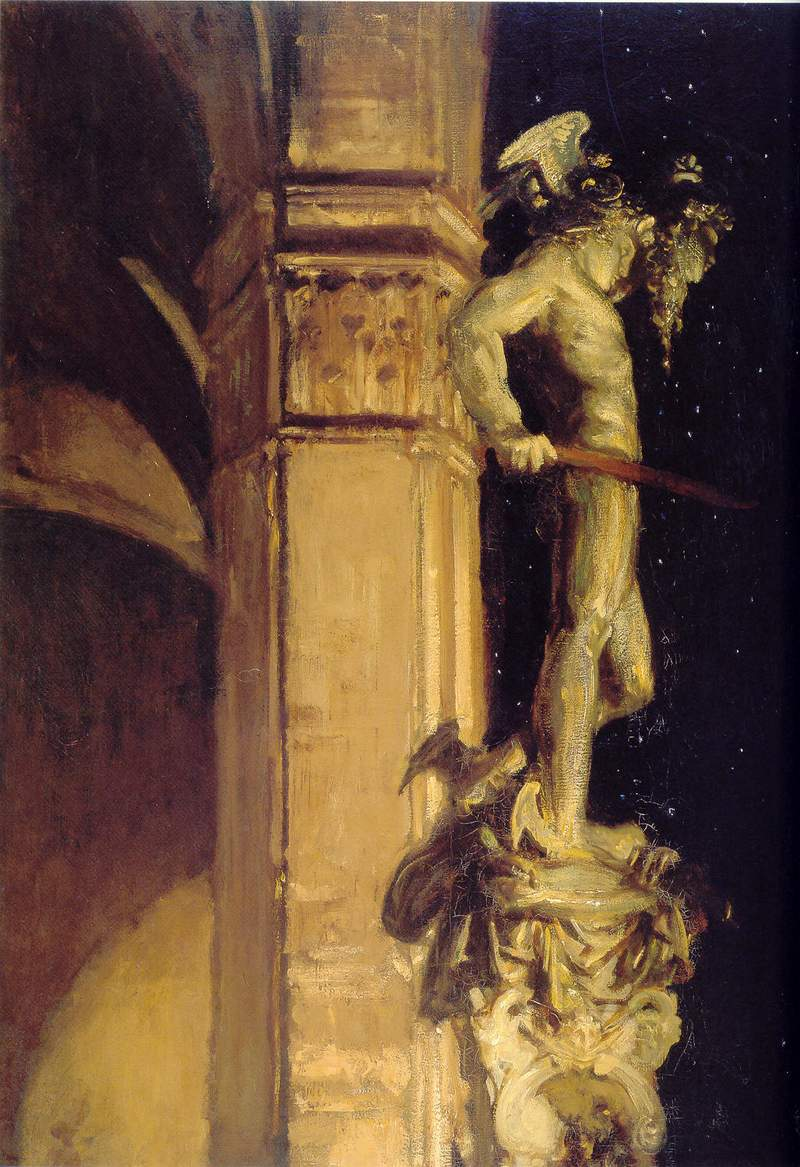
John Singer Sargent, Statue de Persée vue de nuit, 1907, Santa Barbara Museum of Art

John Singer Sargent a représenté la sculpture dans son tableau Perseus at Night (The Statue of Perseus in Florence), vers 1907, au Santa Barbara Museum of Art. Présenté à l'origine sous le titre A Florentine Nocturne, le tableau de Sargent, fils d'expatriés américains et né à Florence, transforme une attraction touristique familière en une chimère atmosphérique de terreur et de crainte.